# Horsfieldia sepikensis
Horsfieldia sepikensis är en tvåhjärtbladig växtart som beskrevs av Markgraf. Horsfieldia sepikensis ingår i släktet Horsfieldia och familjen Myristicaceae. Inga underarter finns listade i Catalogue of Life.